# Virgínio Marques
Virgínio Marques Carneiro Leão (Recife, 3 de abril de 1863 – 15 de agosto de 1934) foi um advogado, professor e político brasileiro.

## Biografia
Filho de José Marques Carneiro Leão e Celestina Eugenia de Sá Barreto. Foi casado com Maria Olímpia Gonçalves de Melo, tendo tido pelo menos 12 filhos.
Formou-se pela Faculdade de Direito do Recife e iniciou a atividade política ainda durante o Império, defendendo a causa republicana. Depois da proclamação da República (15/11/1889), na administração de Alexandre José Barbosa Lima em Pernambuco (1892-1896), foi nomeado secretário de governo. 
Em 10 de outubro de 1896, Virgínio Marques se tornou Professor (Lente substituto) das áreas de Filosofia do direito, direito constitucional, direito internacional e história do direito, conforme decreto de 24 de setembro de 1896. Posteriormente, em março de 1905, passou a ser Professor Catedrático da cadeira de Direito Publico e Constitucional da mesma Faculdade. 
Em 1906, foi eleito deputado federal por Pernambuco. Assumiu sua cadeira na Câmara dos Deputados, no Rio de Janeiro, então Distrito Federal, em maio desse ano e exerceu o mandato até dezembro de 1908, quando se encerrou a legislatura.
Em 20 de outubro de 1930, se tornou Diretor da Faculdade de Direito do Recife, conforme ato de 16 de outubro de 1930 do Sr. José Américo de Almeida, Interventor e Chefe do Governo Central Provisório do Norte do Brasil. Nesse cargo se manteve até 1932, quando aposentou-se.